# A magyar labdarúgó-válogatott mérkőzései 1983-ban
A magyar labdarúgó-válogatottnak 1983-ban tíz találkozója volt. Nyolc mérkőzés ebből Eb-selejtező volt. A tétmeccsek nem sikerültek igazán, mindössze a luxemburgi csapatot előzte meg a csoportban a magyar csapat. Talán gyógyírt jelentett, hogy a Budapesten 1–0-ra legyőzött dán csapat később az Európa-bajnokságon az elődöntőig jutott. A két barátságos mérkőzés javított a mérlegen, Portugália és az 1982-es világbajnokságon ezüstérmes Német Szövetségi Köztársaság ellen döntetlent ért el a csapat.
A koppenhágai vereség után távozni kényszerült Mészöly Kálmán, utóda Mezey György lett.
Szövetségi kapitányok:
- Mészöly Kálmán 571–576.
- Mezey György 577–580.

## Eredmények
571. mérkőzés – Eb-selejtező
| 1983. március 27. |

| Luxemburg                  | 2–6             | Magyarország                                                       |
| -------------------------- | --------------- | ------------------------------------------------------------------ |
| Reiter 3' R. Schreider 56' | (1–2) Részletek | Póczik 31' 60' 71' Nyilasi 41' Pölöskei 51' Hannich 58' (11-esből) |

| Luxembourg Nézőszám: 4 000 Játékvezető: Gerard Geurds (NED) |

572. mérkőzés
| 1983. április 13. |

| Portugália | 0–0       | Magyarország |
| ---------- | --------- | ------------ |
|            | Részletek |              |

| Municipal-stadion, Coimbra Nézőszám: 15 000 Játékvezető: Georges Konrath (FRA) |

573. mérkőzés – Eb-selejtező
| 1983. április 17. |

| Magyarország                                                | 6–2             | Luxemburg             |
| ----------------------------------------------------------- | --------------- | --------------------- |
| Hajszán 23' Nyilasi 34' 63' Kiss 37' Szentes 61' Burcsa 65' | (3–0) Részletek | Reiter 57' Malget 58' |

| Népstadion, Budapest Nézőszám: 15 000 Játékvezető: Edgar Azzopardi (MLT) |

574. mérkőzés – Eb-selejtező
| 1983. április 27. |

| Anglia                | 2–0             | Magyarország |
| --------------------- | --------------- | ------------ |
| Francis 32' Withe 71' | (1–0) Részletek |              |

| Wembley Stadion, London Nézőszám: 60 000 Játékvezető: Pietro D’Elia (ITA) |

575. mérkőzés – Eb-selejtező
| 1983. május 15. |

| Magyarország            | 2–3             | Görögország                                     |
| ----------------------- | --------------- | ----------------------------------------------- |
| Nyilasi 24' Hajszán 88' | (1–2) Részletek | Anasztopulosz 16' Kosztikosz 33' Papajoannu 51' |

| Népstadion, Budapest Nézőszám: 20 000 Játékvezető: Edvard Šoštarić (YUG) |

576. mérkőzés – Eb-selejtező
| 1983. június 1. |

| Dánia                                                  | 3–1             | Magyarország |
| ------------------------------------------------------ | --------------- | ------------ |
| Elkjaer-Larsen 3' J. Olsen 83' Simonsen 85' (11-esből) | (1–1) Részletek | Nyilasi 30'  |

| Idraetspark, Koppenhága Nézőszám: 50 000 Játékvezető: Heinz Fahnler (AUT) |

577. mérkőzés
| 1983. szeptember 7. |

| Magyarország | 1–1             | NSZK       |
| ------------ | --------------- | ---------- |
| Nyilasi 43'  | (1–0) Részletek | Völler 67' |

| Népstadion, Budapest Nézőszám: 30 000 Játékvezető: Dušan Krchňák (TCH) |

578. mérkőzés – Eb-selejtező
| 1983. október 12. |

| Magyarország | 0–3             | Anglia                         |
| ------------ | --------------- | ------------------------------ |
|              | (0–3) Részletek | Hoddle 14' Lee 20' Mariner 43' |

| Népstadion, Budapest Nézőszám: 25 000 Játékvezető: Bruno Galler (SUI) |

579. mérkőzés – Eb-selejtező
| 1983. október 26. |

| Magyarország | 1–0             | Dánia |
| ------------ | --------------- | ----- |
| Kiss S. 55'  | (0–0) Részletek |       |

| Népstadion, Budapest Nézőszám: 8 000 Játékvezető: Emilio Carlos Guruceta (ESP) |

580. mérkőzés – Eb-selejtező
| 1983. december 3. |

| Görögország          | 2–2             | Magyarország            |
| -------------------- | --------------- | ----------------------- |
| Anasztopulosz 6' 56' | (1–2) Részletek | Kardos 13' Törőcsik 40' |

| Kaftanzoglu-stadion, Szaloniki Nézőszám: 3 000 Játékvezető: Ioan Igna (ROM) |